# Rhysodinae
Rhysodinae is een onderfamilie van loopkevers in de familie Carabidae. De geslachtengroep waaruit Rhysodinae bestaat, is in het verleden behandeld als de familie Rhysodidae en DNA-analyse heeft recentelijk het inzicht ondersteund om deze te behandelen als de geslachtengroep Rhysodini. 
De onderfamilie Rhysonidae bestaat uit de volgende geslachten:
- Arrowina R.T. & J.R. Bell, 1978
- Clinidium Kirby, 1830
- Dhysores Grouvelle, 1903
- Grouvellina R.T. & J.R. Bell, 1978
- Kaveinga R.T. & J.R. Bell, 1978
- Kupeus R.T. & J.R. Bell, 1982
- Leoglymmius R.T. & J.R. Bell, 1978
- Medisores R.T. & J.R. Bell, 1987
- Neodhysores R.T. & J.R. Bell, 1978
- Omoglymmius Ganglbauer, 1891
- Plesioglymmius R.T. & J.R. Bell, 1978
- Rhysodes Dalman, 1823
- Rhyzodiastes Grouvelle, 1903
- Shyrodes Grouvelle, 1903
- Sloanoglymmius R.T. & J.R. Bell, 1991
- Srimara R.T. & J.R. Bell, 1978
- Tangarona R.T. & J.R. Bell, 1982
- Xhosores R.T. & J.R. Bell, 1978
- Yamatosa R.T. & J.R. Bell, 1979